# پوتسینوویتسه
پوتسینوویتسه (به چکی: Pocinovice) یک منطقهٔ مسکونی در جمهوری چک است که در ناحیه دوماژلیتسه واقع شده‌است. پوتسینوویتسه ۲۴٫۶ کیلومتر مربع مساحت و ۵۶۲ نفر جمعیت دارد و ۴۴۸ متر بالاتر از سطح دریا واقع شده‌است.